# Колуза (Каліфорнія)
Колуза (англ. Colusa) — місто (англ. city) в США, в окрузі Колуса штату Каліфорнія. Населення — 6411 особа (2020).

## Географія
Колуза розташована за координатами 39°12′18″ пн. ш. 122°0′34″ зх. д. / 39.20500° пн. ш. 122.00944° зх. д. (39.204890, -122.009575).  За даними Бюро перепису населення США в 2010 році місто мало площу 4,75 км², уся площа — суходіл.

### Клімат
Місто знаходиться у зоні, котра характеризується середземноморським кліматом. Найтепліший місяць — липень із середньою температурою 25.1 °C (77.1 °F). Найхолодніший місяць — січень, із середньою температурою 7.4 °С (45.4 °F).
| Клімат Колузи           | Клімат Колузи | Клімат Колузи | Клімат Колузи | Клімат Колузи | Клімат Колузи | Клімат Колузи | Клімат Колузи | Клімат Колузи | Клімат Колузи | Клімат Колузи | Клімат Колузи | Клімат Колузи | Клімат Колузи |
| Показник                | Січ.          | Лют.          | Бер.          | Квіт.         | Трав.         | Черв.         | Лип.          | Серп.         | Вер.          | Жовт.         | Лист.         | Груд.         | Рік           |
| Абсолютний максимум, °C | 25,6          | 26,7          | 31,7          | 36,7          | 41,1          | 44,4          | 44,4          | 45            | 44,4          | 40,6          | 31,7          | 24,4          | 45            |
| Середній максимум, °C   | 12,1          | 15,7          | 18,9          | 23            | 27,7          | 32            | 35            | 34,2          | 31,9          | 26,1          | 17,8          | 12,4          | 23,9          |
| Середня температура, °C | 7,4           | 10,2          | 12,4          | 15,2          | 19,4          | 23            | 25,1          | 24,1          | 22,1          | 17,4          | 11,5          | 7,6           | 16,3          |
| Середній мінімум, °C    | 2,8           | 4,7           | 5,8           | 7,3           | 11,2          | 14            | 15,1          | 14,1          | 12,2          | 8,8           | 5,1           | 2,7           | 8,7           |
| Абсолютний мінімум, °C  | −6,7          | −6,1          | −3,9          | −3,3          | 1,1           | 3,3           | 4,4           | 6,1           | 1,7           | −0,6          | −5,6          | −9,4          | −9,4          |
| Норма опадів, мм        | 88            | 71            | 54            | 25            | 14            | 5             | 1             | 2             | 6             | 24            | 52            | 70            | 412           |
| Днів з опадами          | 10            | 9             | 8             | 5             | 3             | 1             | 0             | 0             | 1             | 3             | 7             | 9             | 56            |
| ----------------------- | ------------- | ------------- | ------------- | ------------- | ------------- | ------------- | ------------- | ------------- | ------------- | ------------- | ------------- | ------------- | ------------- |
| Джерело: Weatherbase    |               |               |               |               |               |               |               |               |               |               |               |               |               |

## Демографія
Згідно з переписом 2010 року, у місті мешкала 5971 особа в 2142 домогосподарствах у складі 1505 родин. Густота населення становила 1257 осіб/км².  Було 2282 помешкання (480/км²).
Расовий склад населення:
| - 66,1 % — білих - 1,8 % — корінних американців - 1,3 % — азіатів - 0,9 % — чорних або афроамериканців - 0,5 % — вихідців з тихоокеанських островів - 25,3 % — осіб інших рас |

До двох чи більше рас належало 4,2 %. Частка іспаномовних становила 52,4 % від усіх жителів.
За віковим діапазоном населення розподілялося таким чином: 30,0 % — особи молодші 18 років, 58,3 % — особи у віці 18—64 років, 11,7 % — особи у віці 65 років та старші. Медіана віку мешканця становила 33,5 року. На 100 осіб жіночої статі у місті припадало 100,1 чоловіків;  на 100 жінок у віці від 18 років та старших — 96,2 чоловіків також старших 18 років.
Середній дохід на одне домашнє господарство  становив 63 369 доларів США (медіана — 47 607), а середній дохід на одну сім'ю — 62 864 долари (медіана — 51 875). Медіана доходів становила 36 771 долар для чоловіків та 32 188 доларів для жінок. За межею бідності перебувало 18,1 % осіб, у тому числі 25,6 % дітей у віці до 18 років та 10,5 % осіб у віці 65 років та старших.
Цивільне працевлаштоване населення становило 2469 осіб. Основні галузі зайнятості: сільське господарство, лісництво, риболовля — 21,5 %, освіта, охорона здоров'я та соціальна допомога — 19,0 %, мистецтво, розваги та відпочинок — 10,7 %, виробництво — 9,5 %.